# Armée du Kentucky (Confédération)
L'armée du Kentucky est une armée confédérée de la guerre de Sécession.
La désignation d'« armée du Kentucky » est donnée le 25 août 1862 à l'armée en campagne que Kirby Smith conduit dans l'est du Kentucky au cours de l'offensive confédérée du Heatland. L'armée est constituée à partir des troupes du département confédéré du Tennessee oriental, qui est créé avec Smith en tant que commandant en février 1862.
L'armée se compose des divisions d'infanterie de Henry Heth, Patrick Cleburne, Thomas J. Churchill et Carter L. Stevenson et de deux brigades de cavalerie sous les ordres de John Morgan et John S. Scott. Après la bataille de Perryville, Kirby Smith est promu et reçoit le commandement du département du Trans-Mississippi, et l'armée est incorporée dans l'armée du Tennessee.

## Histoire
Lorsque l'armée de l'Ohio, commandée par le général Buell, menace Chattanooga, le major général Edmund Kirby Smith envoie une dépêche au général Braxton Bragg, commandant l'armée du Mississippi lui indiquant qu'« on rapporte que Buell traverse la rivière à Decatur et qu'il envoie journellement un régiment par train vers Chattanooga » et il précise qu'il n'a pas les moyens de le repousser. Smith prévient que « la défense de Chattanooga ne dépend que de notre coopération ». Buell et Smith se rencontre le 31 juillet 1862 pour se coordonner. L'armée du Kentucky se voit attribuer la capture du Cumberland Gap tenu par l'Union et qu'une fois cet objectif atteint, elle doit rejoindre l'armée du Mississippi pour fondre sur l'armée de l'Ohio. Le 13 août 1862, Smith repousse les forces de l'Union hors du Cumberland Gap et s'engage dans de Kentucky. Le 30 août 1862, l'armée du Kentucky confédérée remporte une victoire sur l'armée du Kentucky unioniste lors de la bataille de Richmond. Smith capture ensuite Lexington et Franckfort,.